# Le Bernard
Le Bernard és un municipi francès situat al departament de Vendée i a la regió de País del Loira. L'any 2007 tenia 872 habitants.

## Demografia

### Població
El 2007 la població de fet de Le Bernard era de 872 persones. Hi havia 377 famílies de les quals 92 eren unipersonals (42 homes vivint sols i 50 dones vivint soles), 155 parelles sense fills, 113 parelles amb fills i 17 famílies monoparentals amb fills.
La població ha evolucionat segons el següent gràfic:
Habitants censats

### Habitatges
El 2007 hi havia 622 habitatges, 377 eren l'habitatge principal de la família, 222 eren segones residències i 22 estaven desocupats. 616 eren cases i 1 era un apartament. Dels 377 habitatges principals, 300 estaven ocupats pels seus propietaris, 63 estaven llogats i ocupats pels llogaters i 14 estaven cedits a títol gratuït; 2 tenien una cambra, 18 en tenien dues, 71 en tenien tres, 131 en tenien quatre i 154 en tenien cinc o més. 329 habitatges disposaven pel capbaix d'una plaça de pàrquing. A 178 habitatges hi havia un automòbil i a 172 n'hi havia dos o més.

### Piràmide de població
La piràmide de població per edats i sexe el 2009 era:
| Homes | Edats   | Dones |
| ----- | ------- | ----- |
| 0     | 95 o +  | 4     |
| 0     | 90 a 94 | 4     |
| 0     | 85 a 89 | 4     |
| 0     | 80 a 84 | 8     |
| 8     | 75 a 79 | 4     |
| 12    | 70 a 74 | 16    |
| 44    | 65 a 69 | 16    |
| 44    | 60 a 64 | 52    |
| 12    | 55 a 59 | 24    |
| 8     | 50 a 54 | 0     |
| 36    | 45 a 49 | 28    |
| 12    | 40 a 44 | 16    |
| 20    | 35 a 39 | 12    |
| 16    | 30 a 34 | 20    |
| 12    | 25 a 29 | 24    |
| 24    | 20 a 24 | 20    |
| 8     | 15 a 19 | 4     |
| 24    | 10 a 14 | 16    |
| 12    | 5 a 9   | 16    |
| 8     | 0 a 4   | 36    |

## Economia
El 2007 la població en edat de treballar era de 523 persones, 373 eren actives i 150 eren inactives. De les 373 persones actives 326 estaven ocupades (183 homes i 143 dones) i 47 estaven aturades (23 homes i 24 dones). De les 150 persones inactives 86 estaven jubilades, 25 estaven estudiant i 39 estaven classificades com a «altres inactius».

### Ingressos
El 2009 a Le Bernard hi havia 431 unitats fiscals que integraven 1.027 persones, la mediana anual d'ingressos fiscals per persona era de 16.360 €.

### Activitats econòmiques
Dels 24 establiments que hi havia el 2007, 1 era d'una empresa extractiva, 1 d'una empresa alimentària, 1 d'una empresa de fabricació d'altres productes industrials, 7 d'empreses de construcció, 2 d'empreses de comerç i reparació d'automòbils, 1 d'una empresa de transport, 1 d'una empresa d'hostatgeria i restauració, 2 d'empreses immobiliàries, 6 d'empreses de serveis i 2 d'empreses classificades com a «altres activitats de serveis».
Dels 8 establiments de servei als particulars que hi havia el 2009, 2 eren tallers de reparació d'automòbils i de material agrícola, 2 paletes, 1 fusteria, 2 lampisteries i 1 empresa de construcció.
L'únic establiment comercial que hi havia el 2009 era una fleca.
L'any 2000 a Le Bernard hi havia 37 explotacions agrícoles que ocupaven un total de 2.976 hectàrees.

## Equipaments sanitaris i escolars
El 2009 hi havia una escola elemental.

## Poblacions més properes
El següent diagrama mostra les poblacions més properes.